# Equipe belga na Copa Billie Jean King
A equipe belga na Copa Billie Jean King representa a Bélgica na Copa Billie Jean King, principal competição de tênis feminina por equipes do mundo. É administrada pela Royal Belgian Tennis Federation.
Conquistou um título, em 2001.

## Última escalação
Para o qualificatório de 2023, em abril:
- Ysaline Bonaventure
- Greet Minnen
- Yanina Wickmayer
- Kirsten Flipkens